# Jean-Marie Larrieu
Jean-Marie Larrieu (Lourdes, 8 de abril de 1965) é um roteirista e cineasta francês.